# Nachal Alexander
Der Nachal Alexander (hebräisch נחל אלכסנדר) oder „Alexanderfluss“ ist ein Fluss in Israel nördlich der Stadt Netanja. Nach einer Periode größerer Umweltverschmutzung gilt der Fluss heute wieder als sehr sauber. Der Fluss ist als Lebensraum einer Sorte großer Weichschildkröten (Trionyx triunguis) bekannt.